# Los Otates (Veracruz)
Los Otates es una localidad mexicana situada en el municipio de Actopan, en el estado de Veracruz. Según el censo de 2020, tiene una población de 1036 habitantes.
Está ubicada en las coordenadas 19°31'23''N 96°43´03"O, a una altitud de 532 metros sobre el nivel del mar.

## Ubicación
La localidad colinda al norte con la localidad del Mirador, al sur con Casa de Teja, al este con El Zetal y al oeste con La Tinaja. La principal vía de comunicación terrestre de Otates con Xalapa y Actopan es la carretera municipal, tomando posteriormente una desviación hacia la localidad. La distancia aproximada de la capital estatal a Otates es de 38 km (40 minutos en automóvil particular), mientras que Actopan se encuentra a 15 minutos.

## Historia
Los Otates debe su nombre a la abundancia de otate (carrizo) que existió en el pasado en la zona, la cual abarcaba una gran extensión de terreno a orillas del arroyo que atraviesa la población.

## Época prehispánica: periodo preclásico medio (VI y IX a. C.)
Los primeros asentamientos de esta población (Los Otates) fueron en la época prehispánica, según lo menciona Héctor Barradas en su libro “Otates al rescate de su historia”, 2009. Donde dice que “una pequeña población de la cultura totonaca se localizaba, en lo que hoy es Ranchito Las Animas, municipio Actopan. Habitada durante los años 600 al 900 d.C. Al ocurrir una etapa militarista, la población subió al cerro Los Otates, donde quedaría una guarnición, de la cual un grupo se establece a vivir en la cima que se levanta al margen del río Actopan, a 600 metros de altitud, siendo estos los primeros pobladores de la región de Los Otates”(Krickeberg, 1933: 123, citado en Barradas, 2009).
Se han encontrado restos arqueológicos en la Capilla (Cerro montoso), muchas de estas piezas arqueológicas fueron hechas de cerámica (vasijas) y piedra obsidiana (lanzas). Una vasija llamada "Cien pies" en perfectas condiciones, se encuentra expuesta en el Museo de Antropología en la Ciudad de México. Un gran ejemplo de cerámica regional.

## Época de la conquista (1519)
En el mes de agosto de 1519, Hernán Cortés y otros muchos que le acompañaron en la empresa inician la conquista de este nuevo mundo descubierto por Colón y que despierta la ambición de los españoles, debido a sus riquezas: su flora, su fauna y, desde luego, el oro, que desde tiempos remotos era trabajado por los indígenas. Cuando Cortés llegó a lo que llamaron la Villa Rica de la Veracruz, mandó hacer estandartes y banderas labradas en oro, con las armas reales de nuestro Rey, Señor y una cruz en cada lado, con un letrero en latín que decía: “hermanos sigamos la señal de la santa cruz, con fe verdadera y con ella venceremos”. En Cempoala según los historiadores se divide el ejército y Cortés al frente de una parte se interna por la cañada de Actopan en donde pasa la noche, al día siguiente 17 de agosto de 1519, continuó su camino pasando por lo que hoy es Otates, La Tinaja, El Terrero, Dos Caminos, El Castillo, para llegar a Xalapa al caer la tarde, se reúne con el cruel Pedro de Alvarado, quien al frente de la otra parte del ejército había llegado hasta Naolinco y de ahí a Xalapa, donde se reúne con Cortés para proseguir hacia la gran Tenochtitlan. –Otros historiadores sostienen que la ruta de Cortés fue por lo que ahora es Rinconada, Dos Ríos, Cerro Gordo, El Lencero, Xalapa. Pero lo cierto es que de una manera u otra se dice que los españoles, ya sea un grupo o el otro, siguieron la ruta de la cañada de Actopan, pues ésta era la ruta utilizada por los indígenas, y que pasaron por el cerro Montoso (Otates), en donde fueron recibidos por Quetzaltzotectli, (Señor de los Quetzales), último gobernante de la cultura asentada en área del cerro montoso (Rodríguez, 1985: 132, citado en Barradas, 2009).
En el año de 1569, Chiquacentepec (Cabecera del Rey), su población se podría estimar en 220 habitantes y su promedio de cuatro a cinco habitantes por familia. Una corriente de inmigrantes peninsulares comenzó a establecerse en las tierras conquistadas, se fundaron villas, y se apoderaron no solo de vastas extensiones territoriales, sino también de la fuerza de trabajo de sus primitivos poseedores, ya que sin ella las actividades agropecuarias, mineras e industriales no habrían alcanzado el desarrollo esperado (Melgarejo, 1981: 167, citado en Barradas, 2009).

## Época colonial (1579)
En la Época Colonial, en el año 1579, Sebastián Díaz, vecino de Xalapa, realizó una diligencia ante el virrey y adquirió un sitio para ganado mayor (vacuno) en términos de los pueblos de Santiago Chicuacentepec, Atezca y Actopan, en un palmar entre cerros. El sitio para ganado mayor tenía una superficie aproximada de 1755 hectáreas y 61 áreas (Bermúdez, 1995: 184, citado en Barradas, 2009).
Para el año de 1600, la estancia fue donada a Pablo Gutiérrez, vecino de Tecamachalco. Posteriormente, dicha estancia pasó a poder de Don Roque Gutiérrez de Cevallos, dueño del Trapiche “La Concepción (La Concha). Sus herederos llevaron a la quiebra la empresa familiar por préstamos pedidos al clero, sequías, muerte de esclavos y muerte de ganado. Esto ocasionó que en 1692 el tribunal de la Santa Inquisición recogiera todos los bienes del Trapiche de La Concepción, pasando al poder de las religiosas del convento de San Jerónimo, establecido en la ciudad de Puebla.
A finales del siglo, Francisco Domínguez Muñiz, vecino de Naolinco, adquiere del convento de San Jerónimo, parte de los bienes entre ellos el sitio para ganado llamado Mesa del Chile, y el sitio para ganado mayor conocido como la cañada de Los Otates, y son sus herederos (hijo, nietos y bisnietos), los que tienen en su poder el terreno de Otates, durante todo el siglo XVIII. (Bermúdez, 1995: 184, citado en Barradas, 2009).
Dichas propiedades fueron conservadas por la familia Domínguez Muñiz hasta que los nietos se repartieron la herencia y cada uno vendió su parte, excepto Catarina de Oliva Domínguez, quien dejó su parte (más de la mitad de la totalidad) a los familiares que radicaban en Otates, que cuidaban dichas tierras, gente de confianza de la familia, hijos de Doña Petrona, hermana de Don Francisco, y otros parientes de la línea materna de apellidos Palmeros, Ortíz y Barradas. (Gardner, 1993: 176, citado en Barradas, 2009).
Los Palmeros, Barradas, Ortiz, Ruiz, y demás, que desaparecieron de la zona, eran descendientes de españoles. Posteriormente entraron otros apellidos como: Salazar, Rodríguez, Ávila, López, Callejas, entre otros. Éstos son los apellidos que actualmente llevan las familias de que componen la congregación de Otates.

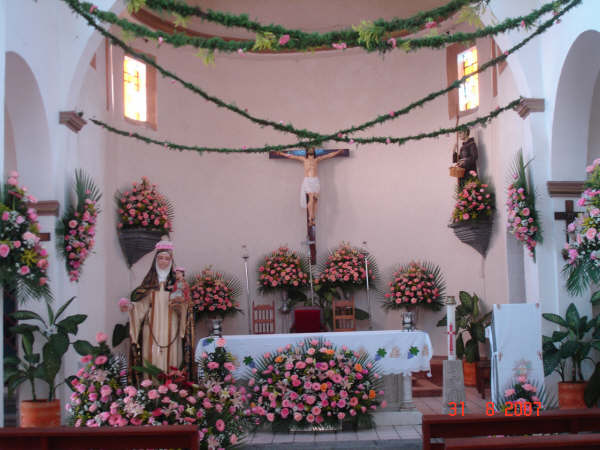
Iglesia de Santa Rosa de Lima

La única condición para ello fue que el terreno quedara asentado como propiedad de Santa Rosa de Lima poniendo como condición que construyeran una capilla más grande a la santa y que siempre que les fuera posible le celebraran una misa por el eterno descanso de su alma. El documento que ampara el terreno de Otates, fue depositado por Catarina; en la iglesia que tiempo después sería la Catedral de Xalapa (Barradas, 2009).
En el aspecto religioso, la iglesia fue construida en 1766, al parecer como una ermita de madera, ya que esta fecha tiene la campana más antigua.
Desde 1738 se celebra cada 30 de agosto la fiesta en honor de Santa Rosa de Lima patrona del lugar, así como también la heredera del terreno de Los Otates la cual pertenecía a Catarina de la Oliva Domínguez. Así como también el 13 de noviembre se celebra la fiesta del pan en honor de San Diego de Alcalá, fiesta que a través del tiempo ha alcanzado gran popularidad debido a la gran cantidad de pan que se hace para compartir con familiares y amigos.
Tiempo más tarde y después de la muerte de Catarina la gente construyó una capilla de material y con techo de teja. En 1879 fue construida la torre, por los años de 1945 y 1946 se le hizo una ampliación, se le construyeron las bóvedas quedando de tres naves.

## Época actual
Según el cronista (Barradas, 2009) la infraestructura actual de la comunidad fue edificada a lo largo de 30 años aproximadamente. En los años de 1956 a 1958 hubo servicios de avioneta como transporte para la población. En el año de 1960 comienza a entrar el servicio de autotransportes, que en un inicio solo llegaba hasta la localidad de Trapiche del Rosario, posteriormente al lugar conocido como Guásamo (a 2.5 Km de la localidad), y por último hasta Los Otates. En 1961 se introdujo el servicio de energía eléctrica y en ese mismo año se construyó el puente de la poza grande.
En 1973 fue cuando se nombró parroquia de Santa Rosa de Lima.
A principio de los 90 fue remodelada la iglesia conservando la fachada que tiene actualmente, el sacerdote atiende además de Otates las congregaciones del Trapiche del Rosario, San Nicolás, Omiquíla, Los Frailes, El Zetal, Coyolillo, Mesa de Guadalupe, entre otros.
"En 1883 se construyó el cementerio. Para 1976 se construye el centro de salud (fechas solo indicativas)".
En lo educativo la primera escuela se construyó alrededor de 1870 la cual sirvió por mucho tiempo. Para 1973 se construye la nueva aula de la escuela primaria saliendo la primera promoción en 1976. Para 1977 se inicia la tele-secundaria construyéndose el edificio en 1974, en 1985 se inicia el tele bachillerato el cual se imparte en un edificio provisional donde antes hubo unos lavaderos públicos. Para 1987 se establece en Los Otates la biblioteca pública, donde en algunas ocasiones se impartieron cursos sobre Corte y Confección, Repostería, Fruticultura, entre otros. Posteriormente se inició el jardín de niños en 1983 siendo construido dicho centro e inaugurado el 19 de septiembre de 1985. En el 2006 se inició la reubicación del tele bachillerato, impartiéndose actualmente en su edificio junto a la tele-secundaria.
Por otra parte, el 27 de marzo de 1976 se inaugura el Centro de Salud local, el cual fue ampliado en el periodo de 1998-1999 y en el 2009 fue remodelado en su totalidad. En 1977 abre sus puertas la biblioteca pública, aquí se impartieron cursos de corte y confección, repostería, fruticultura entre otros.
Aproximadamente en 1996 y 1997 se colocó el asfalto de la carretera que comunica a Otates con la carretera Xalapa-Actopan. Así mismo, por ese año se revistieron las calles de la localidad con carpeta hidráulica. A partir de 1996 se introduce también el servicio de agua potable, traída inicialmente del nacimiento el Descabezadero, posteriormente se abastece de otro nacimiento cercano a la localidad El Terrero. Debido a la aportación del agua potable al municipio, a la comunidad de Otates no se le realiza el cobro del servicio.
En el año 2000 se construye el salón social, la nueva biblioteca de la localidad y se introduce el servicio telefónico particular.
En el 2001 se inicia el entubado de drenaje en un 90% de las viviendas, quedando un 10% pendiente, lo que hasta el día de hoy se sigue vertiendo parte del drenaje al río.
A Otates no le gusta el chisme, ni tampoco asomarse a las ventanas para ver quien va pasando. Los Otates es un pueblo muy tranquilo que puedes dormir en paz sin escuchar música en la noche. Otates es hermoso

## Caracterización físico-ambiental
Aspectos geográficos:
La localidad de Los Otates se encuentra situada al Oeste del Municipio de Actopan, al cual pertenece y se localiza en la zona centro del estado de Veracruz, y al este de la ciudad de Xalapa, capital del estado, situado en el centro del ejido del mismo nombre y enclavado en una amplia cañada, flanqueada por dos columnas de cerros que se desprenden de la Sierra Madre Oriental, rodeando al poblado por varios cerros, de tal modo que una parte del caserío se extiende hasta las faldas de dichas elevaciones.
La variación altitudinal varía desde los 360 m.s.n.m. a los 780 m.s.n.m. Limita al norte con la localidad del Mirador, al sur con Casa de Teja, al este con El Zetal y al oeste con La Tinaja.
Aspectos geológicos:
La Geología de la región está representada por rocas ígneas extrusívas o volcánicas, provenientes de diferentes niveles del manto superior de la tierra, entre 50 a 150 kilómetros.
En cuanto a la fisiografía el área de estudio pertenece a la cordillera centro americana, en la provincia fisiográfica de la llanura costera del Golfo Norte, y del sistema volcánico transversal.
En su mayoría el territorio tiene geoformas de premontaña con disección severa, y geoformas de flujo de lava cubierto de piroclástos con relieve volcánico asociado a volcanes del neógeno-cuaternario.
El clima es cálido subhúmedo con lluvias en verano (Awo) de acuerdo con el sistema de clasificación de Köppen modificado por García (1988). Este clima según García, presenta una temperatura media anual mayor a los 22 °C y tiene un cociente P/T (precipitación /temperatura) menor de 43.2.Aw” O (w) (i), lo cual indica que es de tipo tropical cálido subhúmedo con estación seca invernal, una temperatura promedio de 24.8 °C con poca oscilación térmica, lluvias poco irregulares con una precipitación promedio anual de 1026.4 mm y sequía intraestival (García, 1973: 32).
En cuanto a las vías que comunican a la localidad es una carretera principal que va hacia la cabecera municipal de Actopan, misma que comunica a las localidades que la limitan, así también Los Otates comunica a la localidad de Casa de Teja y Atexca.
El Relieve es de origen volcánico con flujos de lava cubiertos por piroclástos, premontaña severa, asociados a volcanes del neógeno-cuaternario. Están compuestos por procesos endógenos del sistema morfogenético, por movimientos tectónicos del sistema transversal volcánico y procesos exógenos, que van desde los 360 hasta los 780 m.s.n.m.
Aspectos hidrológicos:
Con relación a la hidrología, la región cuenta con aguas subterráneas de material no consolidado con posibilidades bajas, y material consolidado con posibilidades bajas. Perteneciente a la cuenca del río Actopan, con un escurrimiento del 5% al 20%.
En Los Otates se encuentra un manantial llamado la “Poza Azul”, considerado un brazo del nacimiento donde nace el río Actopan. En temporada de lluvias fluye sobre el nacimiento el río Sedeño.
En la comunidad de Otates atraviesa un riachuelo llamado “Los Otates”, que en temporada de lluvias suele convertirse en un río caudaloso.
En el aspecto edáfico en el área de estudio se encontraron diferentes tipos de suelos clasificados por el INEGI, según las características de las tierras, son los siguientes: Feozem el cual ocupa alrededor del 70 % de las tierras, Luvisol en un 17 % situado al noroeste, el Litosol ocupa un 10% y el Vertisol un 3% ambos al sureste del área de estudio ver.
Flora:
La vegetación clasificada por el INEGI en Los Otates presenta dos tipos, la primera es la selva baja caducifolia, la cual se encuentra en casi la totalidad, en grandes extensiones de terreno y en pequeños parches que se ven amenazados por la agricultura de temporal, y la segunda vegetación de bosque encino, esta se encuentra en las partes más altas del cerro grande a una altitud de 700 metros sobre el nivel del mar, este tipo de vegetación se ha mantenido ya que la agricultura no es adecuada en esta área por las pendientes tan accidentadas, donde el suelo es pedregoso y poco profundo. En el cerro La Capilla al parecer existió bosque de encino, pero debido a los asentamientos humanos de la cultura Totonaca fue transformada a pastizales.
Especies de árboles de nombre común en la región: huaje sabana, huaje indio, huazamo, patancan, mulato, quebrachi, palo pinto, cocuite, flor de día, moreno, tihuil, roble, nacastle, palma de coyol, matagallina, huaje, izote, cornizuelo, taraí, piloncillo, palo de cal, higueras, puchote, chicozapote, chalahuite, zicadas.
Fauna:
En la región se encuentran animales de nombre común como: torcacitas (Columbina picui), palomas moradas (Patagioenas cayennensis), pechos amarillos (Pseudoleistes virescens), calandrias (turpial Orange Oriole Icterus auratus, golondrinas (Hirundo rustica), capulinero (Ptilogonys cinereus, dominicos (Carduelis psaltria), gorriones (Carpodacus mexicanus), primaveras (Turdus grayi), colibrís (Trochilinae), chachalacas (Ortalis), garzas (Ardeidae), gavilanes (Buteo platypterus), cardenales Cardinalis cardinalis, pájaros carpinteros (Picidae), zopilotes (Coragyps atratus), codornices (Colinus nigrogularis). y animales en los cerros como: tejones (Taxideataxus), armadillos (Dasypodidae), murciélagos (Chiroptera), zorrillos (Mephitis macroura), conejos (Lepus callotis), mapaches (Procyon lotor), cuerpoespín (Sphiggurus mexicanus), tlacuaches (Dipelpis marsupialis), onzas (Herpailurus yagouarondi), tuzas (Geomyidae), gatos montes (Lynx rufus), comadrejas (Mustela frenata), coyotes (Canis latrans), tigrillos (Leopardus pardalis), roedores (Rodentia), iguanas (Iguana iguana), ranas (anura), alacranes (Scorpiones), lagartijas (sauria), tarántulas (Theraphosidae), arañas (Orden Araneae), y culebras como: nauyaques (Bothrops asper), coralillo (Serpentes elapidae), víboras (Viperinae), etc. Entre la fauna acuática existen peces de nombre común como colagallos, botijones, juiles o bagres, guapotes, anchitas, pepescas, anguilas, y garlapagos o tortugas entre otros.

## Caracterización social y económica
Los Otates es una localidad perteneciente al municipio de Actopan, conformado por grupos de migrantes españoles. Los asentamientos se dieron en esta zona debido a que era un paso de los indígenas de la cultura Totonaca y en la época de la conquista para los españoles.
La población Otateña en el año de 2010 asciende a 1136 habitantes según (INEGI, 2010). Actualmente Los Otates se encuentra conformado por una población de 1154 habitantes debido al incremento de la tasa de nacimientos de acuerdo a los datos recabados en las cédulas de micro-diagnóstico 2011, del Centro de Salud rural de Los Otates, de la Secretaría de Salud. 
La información recabada en la Cédula de microdiagnóstico 2011, de la Secretaría de Salud, reveló que en dicha comunidad la mayor concentración de población se encuentra en el grupo de 25 a 44 años de edad, y de acuerdo al sexo, las mujeres son las que predominan.
Natalidad: 
En el año de 2011 se registran 14 nacimientos, la mayoría fueron del sexo femenino.
Composición familiar: 
La localidad cuenta con 282 familias distribuidas en: nuclear, extensa y compuesta.
Población atendida por programa de salud: 
La mayoría de la población no es derecho habiente a algún servicio de salud (población abierta), mientras que el resto de la población está adscrita al Programa Oportunidades, Seguro Popular, ISSSTE o IMSS; cabe mencionar que actualmente ha aumentado la población al Programa Oportunidades y Seguro Popular.
Servicios de salud: 
De acuerdo al INEGI (2010), el total de personas que tienen derecho a recibir servicios médicos en alguna institución de salud pública o privada son 483 y, los que no cuentan con este servicio en ninguna institución pública o privada son 651.
Migración: 
La localidad de Los Otates se encuentra dentro del corredor migratorio en la parte central del estado, que identifica 15 municipios expulsores de gran importancia hacia los Estados Unidos y en menor medida a Canadá, estos municipios colindan entre sí. La agudización del fenómeno migratorio ha jugado un papel primordial debido a las redes sociales, las relaciones de parentesco, amistad y paisanaje. En Otates, municipio de Actopan, la presencia del fenómeno es notoria: en 1990 había una población de 536 hombres y 504 mujeres, dando un total de 1040 habitantes, registrándose una baja en el 2000 de 73 hombres y 33 mujeres que decidieron irse a Atlanta, Georgia, donde trabajan en fábricas y restaurantes. Para el año 2010 se observa una migración de retorno de 112 personas, debido a la recesión económica en el país vecino. La maduración de las redes sociales ha permitido que todos elijan un solo lugar de destino, favoreciendo el establecimiento de los nuevos migrantes y reduciendo los costos económicos y humanos que el insertarse en el flujo implica, donde se concentran en un mismo barrio e incluso acceden a los mismos enclaves laborales, lo que ha dado a la formación del Otates de Atlanta (Pérez, 2001: 23).
Según el (INEGI 2010), la Población de Otates nacida en la entidad asciende a 1076 habitantes, así mismo la población nacida en otra entidad es de 36 personas, predominando las mujeres en términos absolutos.
Dinámica poblacional: 
Como consecuencia de la migración algunos personas originarias de Los Otates actualmente son residentes en varias ciudades de la República Mexicana, como Puebla, D.F., Monterrey, Tijuana, Guadalajara, Chetumal, Oaxaca, Cancún, Toluca, Nogales, Xalapa, Veracruz, Misantla, Coatepec, así como en varios estados de la unión Americana, como Atlanta Georgia; aunque en estos últimos años debido a la crisis económica han tenido que regresar a su lugar de origen por falta de empleo. En la figura 28 se observa una baja de 106 habitantes para el 2000 y para el 2010 un ascenso de la población debido al fenómeno migratorio.
Discapacidad: 
La población con discapacidad en la localidad de Los Otates, asciende a 75 personas, es decir, son aquellas personas que tienen alguna dificultad para el desempeño y/o realización de tareas en la vida cotidiana. Según el Censo de Población y Vivienda INEGI, 2010.
Características educativas: 
La escolaridad de la población, es considerada a partir de los 5 años de edad, en su mayoría de nivel primaria. El problema de analfabetismo no es muy marcado, ya que el grado de escolaridad se ha ido incrementando debido a una mayor accesibilidad a los servicios educativos en la población. En segundo lugar se encuentra la secundaria y, por último la preparatoria, circunstancia a que un porcentaje de la población comienza a trabajar desde una corta edad y se presenta el fenómeno de deserción escolar. El rubro de otros se engloban carreras técnicas.
Alfabetismo: 
El alfabetismo se considera si la persona solo sabe leer y escribir, de lo contrario se toma como analfabetismo. En la población de Los Otates se observa un porcentaje mínimo de analfabetismo, circunstancia que ha disminuido gracias a la accesibilidad a los servicios educativos.
Educación: 
En la localidad de Los Otates se tienen 4 centros educativos que van desde el nivel básico de enseñanza hasta el nivel medio superior. Algunos padres de familia de la comunidad de Otates prefieren que sus hijos realicen sus estudios de preescolar, primaria, secundaria y preparatoria en otras localidades o ciudades como Trapiche del Rosario, Actopan, Xalapa; esto es debido a cuestiones laborales, económicas y personales.
Religión: 
Población católica en la localidad de Otates 1115,
Población Protestantes, Evangélicas y Bíblicas 17,
Población con otras religiones 0,
Población sin religión 1.
Viviendas: 
Con relación al nivel socioeconómico y acceso a los servicios de energía eléctrica, drenaje y utilización de combustible, se tiene que actualmente en la comunidad existen 426 viviendas, de las cuales 336 están habitadas y 46 deshabitadas, en las que en su totalidad son particulares y 44 de uso temporal, según el Censo de Población y Vivienda INEGI, 2010.
Viviendas en la localidad de Otates: 
Total de viviendas 426,
Viviendas habitadas 336,
Viviendas particulares 426,
Viviendas particulares habitadas 336,
Viviendas particulares deshabitadas 46,
Viviendas particulares de uso temporal 44,
Ocupantes en viviendas particulares habitadas 1136.
Materiales de techo, piso y paredes: 
La comunidad de Otates, de acuerdo a las características de la vivienda es considerada como una localidad suburbana, debido a que gran parte de sus viviendas son construidas de block, ladrillo y cemento. Todavía existen algunas casas que están edificadas a base de piedra, prácticamente son pocas.
Los pisos en su mayoría son de mosaico, las paredes de block y los techos de concreto, predominando la teja.
La comunidad cuenta con dos casetas telefónicas. Una circunstancia desfavorable en la comunicación telefónica (celular) es la interferencia, ya que la localidad se encuentra rodeada de cerros y prácticamente no hay comunicación.
Energía eléctrica: 
En la localidad de Otates, la mayoría de la población cuenta con el servicio de energía eléctrica en las viviendas y alumbrado público.
Tipo de habitación: 
En dicha localidad las viviendas cuentan con un dormitorio, un baño y otro cuarto que al mismo tiempo es sala-cocina-comedor (en este trabajo se considera como una habitación y se agrega al rubro de cocina), claro que en otras viviendas cuentan con 2 ó más recámaras, 2 baños, aparte de la cocina, un comedor y una sala.
Uso de combustible: 
En la localidad Los Otates el combustible que se utiliza con mayor porcentaje es el gas, existe un mínimo de personas que utilizan la leña, y otras que utilizan ambos combustibles, esto es debido a que algunos pobladores cuentan con su horno para elaborar pan.
Características de la vivienda: 
Viviendas particulares habitadas que disponen de luz eléctrica, agua entubada de la red pública y drenaje 330,
Viviendas particulares habitadas sin ningún bien o servicio 2,
Viviendas particulares habitadas que disponen de radio 267,
Viviendas particulares habitadas que disponen de televisor 325,
Viviendas particulares habitadas que disponen de refrigerador 314,
Viviendas particulares habitadas que disponen de lavadora 210,
Viviendas particulares habitadas que disponen de automóvil o camioneta	151,
Viviendas particulares habitadas que disponen de computadora 59,
Viviendas particulares habitadas que disponen de línea telefónica fija	114,
Viviendas particulares habitadas que disponen de teléfono celular	169,
Viviendas particulares habitadas que disponen de internet 11,
Índice de marginación en Los Otates es de -1.2528, y a escala de 0 a 100 es de 4.7066 %, esto indica que el grado de marginación es bajo según (CONAPO, 2010).
Comunicaciones y transportes: 
Vías de comunicación: La comunidad de Los Otates está situada a 38 km de la ciudad de Xalapa, Ver. Su principal vía de acceso es la carretera Xalapa-Castillo-Actopan. La vía de comunicación de Los Otates con Xalapa y Actopan es la carretera municipal, tomando posteriormente una desviación hacia la localidad. La distancia aproximada desde la capital estatal a Otates es de 38 km ó 40 minutos en automóvil particular, y una hora con 15 minutos aproximadamente en suburbano, y desde la ciudad de Actopan se encuentra a10 km ó 20 minutos aproximadamente, En este año se ha incrementado el número de taxis en la zona lo que ha facilitado la comunicación con ambas ciudades. El transporte que utilizan los habitantes de la comunidad para viajar a Actopan o Xalapa, es el servicio de transporte de pasajeros y el servicio de taxi colectivo que tienen como cobro $25.00 y $40.00, respectivamente. Cabe mencionar que el 50% aproximadamente de los habitantes de Los Otates cuenta con automóvil particular.
Economía: 
En el ámbito económico, la actividad fundamental de Otates era la crianza de ganado vacuno, después al aumentar la población, se destinó a la siembra de árboles de mangos, plantíos de chayote y jitomate, principalmente; generando una fuente de ingreso. Otra actividad económica de gran importancia es la producción de alimentos, en especial la repostería y panadería, que es el sello de la localidad.
Ocupación e ingresos: 
La mayor parte de las personas se dedican al campo y a labores del hogar, el resto son estudiantes, empleados, comerciantes o desempeñan algún oficio dentro y fuera de la comunidad. Casi todas las personas con estudios universitarios no residen en la localidad por cuestiones laborales. Un mínimo de personas son desempleados, esto se debe a que incluso los adultos mayores laboran en el campo, pues solo aquellos que padecen alguna enfermedad no realizan ninguna actividad económica.
Existen varias personas que poseen varias parcelas o terrenos, las administran y trabajan en ellas; así mismo hay quienes solo las trabajan.
Los principales productos que se obtienen a través del campo son el chayote, mango, calabaza, maíz, café, frijol y jitomate.
Muchas de las esposas o hijas del los trabajadores del campo se emplean como ayudantes de labores domésticas de otras casas del mismo lugar. Cuando el salario es insuficiente las personas emigran hacia la capital u otros estados del país e incluso a los Estados Unidos. Después de un tiempo regresan a la comunidad y algunos se integran a las actividades del campo o en algún negocio, otros construyen sus viviendas y algunos pobladores que ya no regresan.
La mayor parte de los ingresos percibidos en la localidad de Otates son mayores a 1 salario mínimo diario.
En el sector primario encontramos actividades como: la agricultura, donde los campesinos llevan a cabo pequeñas siembras de productos básicos como maíz, frijol, chiles y jitomates; continuando con la siembra de caña de azúcar y calabaza. Posteriormente se siembran árboles de mango, papaya y por último, café, jitomate, tomate de cáscara, calabacita y chayote que se exporta a otros estados y a los Estados Unidos.
En el sector terciario podemos distinguir servicios de albañilería, carpintería, balconería, panadería, costura, choferes: además profesionistas como; maestros, licenciados, dentistas, médicos, ingenieros, sacerdotes, religiosas, enfermeras, secretarías entre otros.
Religión: 
En el aspecto religioso. La primera iglesia fue construida en 1766 (de acuerdo a la fecha de la campana más antigua), inicialmente como una ermita de madera. Posterior a la muerte de Doña Catarina, se construye una capilla de roca “cantera” y techo de teja.
En 1879 se construye la torre de dicha iglesia y entre los años 1945 y 1946 se realiza una nueva ampliación, edificando las bóvedas y para el año de 1880 se construye el cementerio de la localidad.
En 1973 la iglesia recibió el título de parroquia de Santa Rosa de Lima. A principios de los años 90 fue remodelada, adquiriendo el aspecto que tiene actualmente.
Existe otra edificación para culto religioso, conocida como “La Capilla” de importancia local. Esta se encuentra ubicada en el cerro Montoso que limita con la comunidad, cuyo fin estaba destinado a ser colegio de los padres josefinos (misioneros de San José).
La primera piedra fue colocada el 1 de noviembre de 1901, finalizando su construcción en 1907. Durante la Revolución la capilla fue abandonada por los misioneros y, en 1945 hubo un incendio en dicho cerro, que acabó con el techo de madera y teja de la capilla, quedando en ruinas. Hoy es un atractivo turístico de la región.
Existen dos fiestas patronales en la comunidad, la primera se celebra el 13 de noviembre, conocida como la fiesta de la “bendición del pan” en honor a San Diego de Alcalá, siendo esta la más importante a nivel local y una de las más representativas en la región. En esta fecha, las familias elaboran pan y alimentos, los cuales son ofrecidos a los visitantes en forma gratuita. La segunda en importancia se celebra cada 30 de agosto en honor a Santa Rosa de Lima, patrona del pueblo, dichas fiestas se festejan desde el año 1735, (Barradas, 2009).
Agricultura: 
Su agricultura se basa principalmente en la producción de mango y chayote para venta dentro del propio país, así como para exportación y en menor cantidad Tomate, Maíz, Frijol y Caña.
Antes de llegar a Los Otates, se pueden apreciar sembradios de diversos tipos de cultivos.

## Atractivos turísticos
El Descabezadero: 

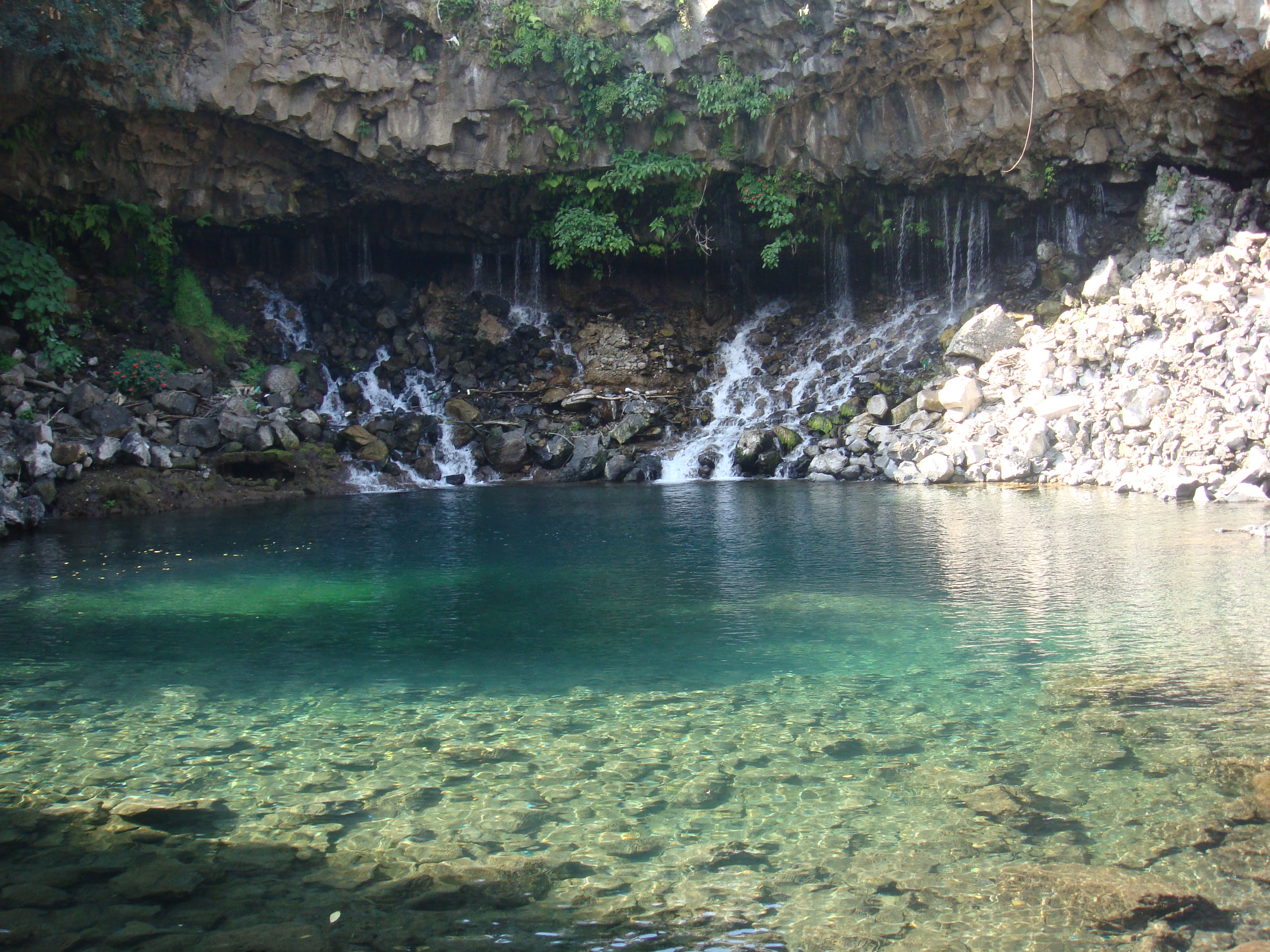
La poza azul

Lugar donde nace el Río Actopan, un hermoso lugar lleno de vegetación y fauna, en el cual el río nace a través de un acantilado, en el cual se puede descender en ráfting y rápel, el río desemboca en el Golfo de México, en la barra de Chachalacas.
Poza Azul: 
Es un "cenote" de agua muy clara y azul, donde también nace un pequeño río, el cual se une al Río Actopan aproximadamente 1,5 km más abajo.